# Улица Рюйтли (Тарту)
Улица Рюйтли (эст. Rüütli tänav — Рыцарская улица) — улица в Тарту. Находится в исторической части города, от Ратушной площади до улицы Лай.
В настоящее время превращена в пешеходную зону, один из главных туристических маршрутов города.

## История
Старая, деревянная застройка улицы погибла в грандиозном пожаре 1775 года, начавшегося же на этой улице (с постройки на месте современного дома 17). Последующее восстановление улицы было в выполнено в едином, неоклассическом, стиле. 
В советские времена носила название Улица 21 июня (в честь образования в этот день Эстонской Советской Социалистической Республики).

## Достопримечательности

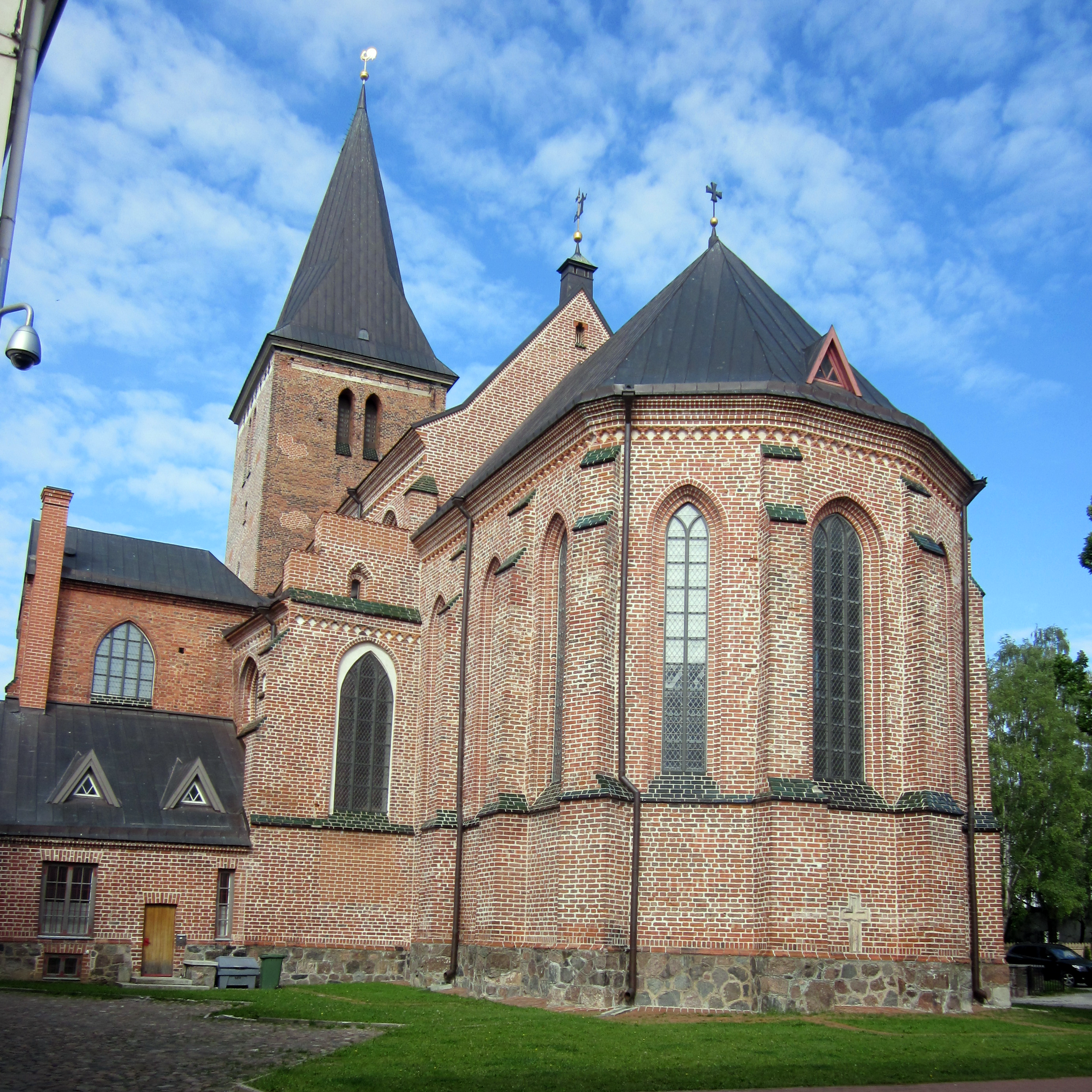
Церковь Святого Иоанна

- д. 15 — Эстонский музей спорта[2]
- Церковь Святого Иоанна
- Гимназия Хуго Треффнера